# Єва Арнольд
Єва Арнольд (англ. Eve Arnold; 21 квітня 1912, Філадельфія — 4 січня 2012, Лондон) — американська фотограф і фотожурналіст, перша жінка-членкиня агентства Magnum Photos (з 1957).

## Біографія
Арнольд народилася у Філадельфії, штат Пенсільванія, її сім'я емігрувала з Росії. Батьки Вільям (справжнє ім'я — Велвел Склярський) і Бессі Коен (справжнє ім'я — Бося Лашинер). Її захоплення фотографією почалося в 1946, коли вона виконувала замовлення для заводу в Нью-Йорку. Перші кроки у професійній фотографії зробила в журналі «Harper's Bazaar» у 1948 під керівництвом його артдиректора Олексія Бродовича. Співпрацювала з такими виданнями, як Picture Post, Time і Life. У 1951 році Арнольд стала першою жінкою-фотографом агентства Magnum.
Працювала в Китаї, ПАР, СРСР, Афганістані. Героями фотографій Арнольд ставали як кубинські рибалки і афганські кочівники, так і зірки Голлівуду.
У числі найвідоміших робіт Єви Арнольд — серія знімків Мерилін Монро, зроблених в 1950-1960-х роках. Фотографії актриси, з якою Арнольд пов'язували дружні стосунки, були видані окремим альбомом, який отримав назву «Marilyn Monroe: An Appreciation». Також фотографувала Марлен Дітріх, Джоан Кроуфорд, Елізабет Тейлор, Кларка Гейбла, Малькольма Ікс, Жаклін Кеннеді, Маргарет Тетчер, королеву Єлизавету та інших. Всього у Єви Арнольд вийшло 13 книг.
З 1961 жила в Лондоні, де працювала для The Sunday Times і була важливою частиною світу британської фотографії.
Арнольд померла на 99 році життя 4 січня 2012 у будинку пристарілих в Лондоні.

## Найвідоміші світлини
- Marilyn Monroe, 1960.
- Horse Training for the Militia in Inner Mongolia, 1979.
- Jacqueline Kennedy arranging flowers with daughter Caroline, 1961.

## Альбоми
- The Unretouched Woman, 1976.
- Flashback: The 50's, 1978.
- In China, 1980.
- In America, 1983.
- Marilyn for Ever, 1987.
- Marilyn Monroe: An Appreciation, 1987.
- All in a Day's Work, 1989.
- The Great British, 1991.
- In Retrospect, 1995.
- Film Journal, 2002.
- Handbook, 2004

## Отримані нагороди
- Honorary Degree of Doctor of Science, University of St. Andrews, Scotland, 1997.
- Honorary Degree of Doctor of Letters, Staffordshire University.
- Doctor of Humanities, Richmond, the American International University in London.
- Master Photographer, International Centre of Photography, NYC.
- Почесний офіцер Ордену Британської Імперії

## Виноски
1. 1 2  Person Profile // Internet Movie Database — 1990.
2. 1 2  Bibliothèque nationale de France BNF: платформа відкритих даних — 2011.
3. ↑  Deutsche Nationalbibliothek Record #118841238 // Gemeinsame Normdatei — 2012—2016.
4. ↑  American photographer Eve Arnold dies aged 99
5. ↑  CONOR.Sl
6. ↑  http://www.magnumphotos.com/C.aspx?VP3=CMS3&VF=MAGO31_9_VForm&ERID=24KL53ZGM6